# Henri Parisot (editor)
Henri Parisot (n. 23 aprilie 1908, Paris, Île-de-France, Franța – d. 2 iunie 1979, Paris, Île-de-France, Franța) a fost un traducător și editor francez, care a fost prieten al suprarealiștilor.

## Biografie
Henri Parisot este bine-cunoscut pentru traducerea operelor lui Lewis Carroll, căutând să găsească echivalențe în limba franceză pentru multe jocuri de cuvinte. Efortul său va fi reluat cu alte soluții de Jacques Papy.
Înainte de război, el s-a alăturat suprarealiștilor cărora le-a fost prezentat de René Char și pe care i-a întâlnit în librăria lui José Corti. Traducător din limbile engleză și germană, el a coordonat mai multe colecții:  « Biens nouveaux » la Guy Lévis Mano, « Romantiques allemands » la Mercure de France. 
În 1945 el a colaborat la redactarea revistei Fontaine a lui Max-Pol Fouchet, ocupându-se cu inițierea și coordonarea unei colecții numite « L'Âge d'or » (1945-1947), în cadrul căreia a publicat, printre altele, texte ale prietenilor lui suprarealiștii cu coperte ilustrate de Mario Prassinos. Prin intermediul acestuia, el a descoperit talentul Gisèlei Prassinos, în vârstă de 14 ani, pe care a prezentat-o lui André Breton și René Char. O fotografie a lui Man Ray îi prezintă ascultând-o pe Gisèle citindu-și unul din textele sale. El a republicat, de asemenea, unele lucrări ale lui Alfred Jarry. 
Această colecție a fost întreruptă în octombrie 1947 și a fost reluată în anul 1948, de data asta la éditions Robert Marin, cu, printre altele, La Lampe dans l'horloge de André Breton. În 1950, colecția a fost preluată de éditions Premières, cu o copertă realizată de Max Ernst; librăria Les Pas perdus a editat această colecție până în 1951.
Începând din 1964, Parisot a reluat colecția « L'Âge d'or » la éditions Flammarion, cu unele coperți realizate de Max Ernst și a editat texte romantice, fantastice și suprarealiste rare. A publicat traduceri din operele lui Edgar Allan Poe, Nathaniel Hawthorne, Coleridge sau Leonora Carrington. Colecția sa a fost continuată și după moartea lui, până în 1992. El a coordonat, de asemenea, colecția L'Arbitraitre la Éditions de L'Herne, unde a publicat texte de Raymond Queneau, John Keats, Henri Michaux sau André Gide.
El a fost, de asemenea, traducătorul operelor lui Lytton Strachey.
Este, de asemenea, cunoscut ca destinatar al Lettres de Rodez care i-au fost trimise de Antonin Artaud în 1945 și pe care le-a publicat o parte în Guy Lévis Mano în anul următor. Anterior, el a publicat D'un voyage au pays des Tarahumaras, iar Artaud i-a prefațat traducerile operelor lui Coleridge.

## Colecția «L'Âge d'or»

### Fontaine (1945-1947)
Publicată sub forma unor broșuri in-16 numerotate cu același desen pe copertă realizat de Mario Prassinos cu o gamă largă de culori, această colecție reunește cincizeci texte scurte ale unor autori internaționali, publicate între mai 1945 și septembrie 1947. Tirajele au variat între 250 și 1.500 de exemplare. Au mai fost publicate încă zece broșuri în afara colecției.
1. Herman Melville, Le Campanile
2. Giorgio de Chirico, Une aventure de M. Dudron
3. Alberto Savinio, Introduction à la vie de Mercure
4. Franz Kafka, La Taupe géante
5. Francis Picabia, Thalassa dans le désert
6. Alain Gheerbrant, L'Homme ouvert
7. Achim d'Arnim, L'Invalide fou
8. Michel Fardoulis-Lagrange, Goliath
9. Antonin Artaud, Au pays des Tarahumaras
10. Lewis Carroll, La Vision des trois T.
11. Hans Arp, Le blanc aux pieds de nègre
12. Georges Limbour, L’Enfant polaire
13. Louis Scutenaire, Les Degrés
14. Michel Leiris, Nuits sans nuit
15. Henri Michaux, Liberté d'action
16. Georges Bataille, Dirty
17. Paul Colinet, La Nuit blanche
18. Leonora Carrington, En bas
19. Jean Ferry, La Société secrète
20. Hans Arp și Vicente Huidobro, Trois nouvelles exemplaires, tradus de R. Walter
21. André Pieyre de Mandiargues, L'étudiante
22. Lise Deharme, Insolence
23. Maast, Sept causes célèbres
24. Maurice Henry, Les paupières de verre
25. Christian Dietrich Grabbe, Raillerie, satire, ironie et signification cachée
26. Jacques Charpier, Paysage de salut
27. René Char, Premières alluvions
28. Jacques Prévert, L'Ange garde-chiourme
29. Marcel Piqueray și Gabriel Piqueray, Les Poudres lourdes
30. Valentine Penrose, Martha's Opera
31. Benjamin Péret, Dernier malheur, dernière chance
32. Luc Decaunes, La Sourde Oreille
33. Clemens von Brentano, Gockel, Hinckel et Gackeleia
34. Robert Margerit, Ambigu
35. Alexei Remizov, L'Antre secret
36. Georg Büchner, Lenz
37. François Laloux, La Femme sans peau
38. Oscar Dominguez, Les Deux qui se croisent
39. Edward Lear, Deux Histoires ineptes
40. Patrick Waldberg, Sur le bord
41. André Bay, Amor
42. J. M. A. Paroutaud, Autre Événement
43. Jean Maquet, Et c'était midi
44. Raymond Queneau, À la limite de la forêt
45. Maurice Blanchot, Le Dernier Mot
46. Alfred Jarry, L'autre Alceste
47. Yves Battistini, avec René Char, À la droite de l'oiseau
48. Apuleius, Le Fantôme de plein midi
49. Gisèle Prassinos, Le Rêve
50. Jonathan Swift, Quilca (suivi de pensées sur divers sujets)[5]

### Éditions Robert Marin (1948-1949)
Henri Parisot a coordonat, de asemenea, colecția « L'envers du miroir ».
1. André Breton, La Lampe dans l'horloge, frontispice de Toyen, ed. I: iunie 1948 [distrusă] ; retipărită: octombrie 1948.
2. Lewis Carroll, Lettres à des enfants, traducere de Jacques Papy, martie 1949.

### Éditions Premières apoi Librairie Les Pas perdus (1950-1951)
Doar primele trei titluri sunt publicate de Éditions Premières. Toate coperțile includ același desen realizat de Max Ernst.
1. Alberto Savinio, Psyché, tradus de Henri Parisot et l'auteur.
2. William Butler Yeats, L'Œuf de héron, tradus de Roger Giroux.
3. Lewis Carroll, La Chasse au snark. Crise en huit épisodes, traducere nouă de Henri Parisot, cu 8 ilustrații ale lui Max Ernst.
4. Henri Michaux, Tranches de savoir, urmat de Secret de la situation politique.
5. Leonora Carrington, Une chemise de nuit de flanelle, tradus de Yves Bonnefoy.
6. Kurt Schwitters, La Loterie du jardin zoologique, tradus de Robert Valençay și însoțit de "Fiat Modes", cu 8 ilustrații de Max Ernst.
7. Edmond Jabès, Les Mots tracent.

### Flammarion (1964-1992)
1. Giorgio de Chirico, Hebdomeros, text stabilit și revăzut de Henri Parisot
2. E.T.A. Hoffmann, Contes fantastiques complets, 3 vol., trad. de Loeve-Veimars, Théodore Toussaint, Édouard Degeorge și Henri Egmont
3. Villiers de l'Isle Adam, Contes fantastiques
4. Alberto Savinio, Vie des fantômes, prefață de André Pieyre de Mandiargues, trad. realizată de Bona de Pisis, de Henri Parisot și de autor.
5. Les Poètes hallucinés, anthologie de la poésie fantastique de Henri Parisot
6. Jacob et Wilhelm Grimm, Les Contes, 2 vol., trad. și prezentare de Armel Guerne
7. Lewis Carroll, Les Aventures d'Alice au pays des merveilles, trad. de Henri Parisot
8. Arthur Machen, Le Cachet noir et autres contes, trad. de Jacques Parsons
9. Lewis Carroll, De l'autre côté du miroir et ce qu'Alice y trouva urmată de La chasse au Snark, trad. de Henri Parisot
10. Théophile Gautier, Spirite și La Morte amoureuse
11. Clemens Brentano, Fanferlise et autres contes, trad. de Henri Thomas
12. Edgar Allan Poe, Poèmes, trad. de Henri Parisot
13. Nathaniel Hawthorne, La Fille de Rappacini et autres contes, trad. de Henri Parisot
14. Leonora Carrington, Le Cornet acoustique, trad. de Henri Parisot
15. Jacques Cazotte, Le Diable amoureux, et autres écrits fantastiques
16. Lewis Carroll, Lettres Adressées à Alice et à quelques autres urmată de Alice à la scène și de Fantasmagorie
17. Nathaniel Hawthorne, L'enterrement de Roger Malvin et autres contes étranges
18. Leonora Carrington, La Débutante
19. Jean-Pierre Spilmont, Soleils nomades
20. Jacques Abeille, Le Cycle des contrées
21. Frank Wedekind, Mine-Haha, ou de l'éducation corporelle des jeunes filles
22. Leonora Carrington, La Porte de pierre
23. Alberto Savinio, Monsieur Dido
24. Gisèle Prassinos, Trouver sans chercher (1934-1944)